# Зырянка (Кемеровская область)
Зырянка — деревня в Яшкинском районе Кемеровской области России. Входит в состав Акациевского сельского поселения.

## История
Зырянка была основана в 1726 году. В «Списке населенных мест Российской империи» 1868 года издания населённый пункт упомянут как заводская деревня Зырянская Томского округа (2-го участка) при речке Тайменке, расположенная в 104 верстах от губернского города Томска. В деревне имелось 7 дворов и проживало 29 человек (11 мужчин и 18 женщин).

В 1893 году в деревне Зырянка, относившейся к Тутальской волости Томского уезда, имелось 6 крестьянских дворов и проживало 26 человек (14 мужчин и 12 женщин).

По данным 1926 года в деревне имелось 62 хозяйства и проживал 341 человек (в основном — русские). Функционировала школа I ступени. В административном отношении Зырянка входила в состав Нижнетайменского сельсовета Поломошинского района Томского округа Сибирского края.

## География
Деревня находится в северной части Кемеровской области, в юго-восточной части Западно-Сибирской равнины, на правом берегу реки Кучум, на расстоянии примерно 20 километров (по прямой) к юго-западу от посёлка городского типа Яшкино, административного центра района. Абсолютная высота — 190 метров над уровнем моря.

### Часовой пояс
Деревня Зырянка, как и вся Кемеровская область, находится в часовой зоне МСК+4. Смещение применяемого времени относительно UTC составляет +7:00.

## Население
| 2010 |
| ---- |
| 389  |

Гендерный состав
По данным Всероссийской переписи населения 2010 года в гендерной структуре населения мужчины составляли 44,7 %, женщины — соответственно 55,3 %.
Национальный состав
Согласно результатам переписи 2002 года, в национальной структуре населения русские составляли 91 % из 421 чел.

## Инфраструктура
В деревне функционируют детский сад, фельдшерско-акушерский пункт (структурное подразделение Яшкинской районной больницы), сельский клуб, библиотека и отделение Почты России.

## Улицы
Уличная сеть деревни состоит из восьми улиц и двух переулков.